# 菲爾·里茲圖
菲利普·法蘭西斯·里茲圖（英語：Philip Francis Rizzuto, 1917年9月25日—2007年8月13日），綽號「速克達」，為美國職棒大聯盟的游擊手。生涯13年皆效力於紐約洋基隊。1994年入選名人堂。
里茲圖為大聯盟史上拿下最多冠軍的游擊手。他在1950年拿下美聯MVP。他以出色的防守能力聞名。同時他也是一位出色的短打者。他生涯策動1217次雙殺為史上第二多(僅次於路克·艾普林)。生涯.968防守率也僅次於盧·布德羅的.973。
里茲圖退休後，轉任洋基的播報員，他播報的口頭禪就是「Holy Cow!」。

## 生平

### 早年
里茲圖1917年9月25日生於布魯克林，一開始對於他真正的出生年分有爭議性，The Sporting News和Baseball Register都說里茲圖的生年是1918年，而American League Red Book說是1917年，而New York Post說是1916年。最後紐約市當地醫療機構說里茲圖確定生於1917年。
里茲圖身高僅167公分，但是他在高中時期不僅打棒球也有踢足球。

### 職業生涯
1937年，里茲圖與洋基隊簽約。1941年4月14日，里茲圖登上大聯盟，接替打擊率僅1成94的游擊手法蘭基·克羅塞提。很快地，里茲圖和洋基二壘手喬·戈登組成良好的二游組合。當時運動專欄作家Grantland Rice還常把他們與道奇隊的二游組合比利·赫曼及皮維·瑞斯做比較。

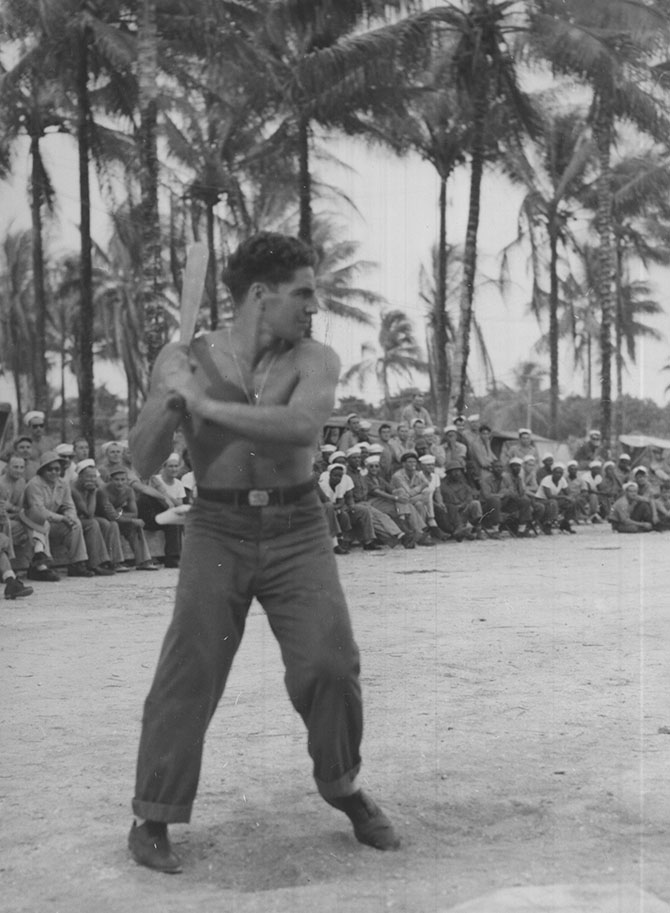
里茲圖於二戰期間在美軍棒球隊打球

里茲圖的菜鳥球季，洋基就打進了世界大賽。他在世界大賽雖然打擊不好，但是洋基依然擊敗道奇拿下冠軍。隔年世界大賽，里茲圖擊出8支安打，打擊率3成81，還擊出了一支全壘打。1943年，里茲圖因為二戰受美軍徵召而中斷3年球季。1947年，里茲圖.969的防守率打破了1939年由法蘭基·克羅塞提寫下的.968防守率隊史紀錄，之後他更是將防守率紀錄推進至.973。
1949和1950年為里茲圖的巔峰期，其中1950年，他繳出打擊率3成24，單季200安，92次保送，得到125分，一舉拿下美聯MVP。他連續238場沒有守備失誤也寫下了游擊手單季守備紀錄。
1951年世界大賽，里茲圖打擊率3成20，並於該年獲選貝比魯斯獎。
里茲圖優異的短打能力及守備能力，幫助洋基拿下7次世界大賽冠軍。1949至1952年間，里茲圖皆為單季犧牲觸擊最多的美聯選手。在世界大賽的紀錄裡，不管是安打、保送、得分還是盜壘，里茲圖皆為史上前十。1947,1952及1955年的世界大賽，里茲圖的合計打擊率高達4成55。
1956年，洋基卻將里茲圖釋出，把1954到1955年間曾待在洋基的游擊手伊諾斯·史勞特簽回來。
他生涯1,217次雙殺是大聯盟史上第二多，.968防守率也是大聯盟史上第二。1,647場出賽為游擊手史上第5。

### 逝世
2007年8月13日，里茲圖於睡夢中辭世，享壽89歲。去世後三天剛好是他在洋基最終戰的51周年紀念日。去世當天也是洋基傳奇球星米奇·曼托的逝世12周年紀念日。

## 外部連結
- 球員資訊和成績在MLB，ESPN，Baseball-Reference，Fangraphs，The Baseball Cube（英文）